# I. Száhib Giráj krími kán
I. Száhib Giráj (krími tatár: I Sahib Geray, ١ صاحب كراى) (1501–1551) kazanyi tatár kán 1521 és 1524 között és krími kán 1532-től haláláig. Ő alapította a krími kánság fővárosát, Bahcsiszerájt.

## Kazanyi kánsága
Száhib egyik fia volt I. Mengli Giráj krími kánnak. A Krímen nőtt fel. 1510-11-ben elkísérte mostohaanyját, Nurszultánt Moszkvába és Kazanyba ahol annak fiait, a III. Vaszilij szolgálatában álló Abdul-Latifot és Mohammed Amin kazanyi kánt látogatták meg. Mikor 1519-ben Mohammed Amin örökös nélkül halt meg, Mehmed Giráj krími kán öccsét, Száhibot ajánlotta a trónra. Azonban Moszkva nyomására mégis a kászimi Sah Alit választották meg, aki azonban nem volt népszerű, és 1521 tavaszán egy összeesküvés lemondásra kényszerítette. A kazanyiak Mehmed kánhoz fordultak, aki ismételten Száhibot küldte hozzájuk. Száhib három évig uralkodott Kazanyban. 1524-ben az oroszok Ivan Belszkij herceg parancsnokságával nagy hadjáratot indítottak a kazanyi tatárok ellen és a sereg (állítólag százötvenezer főből állt) közeledtére Száhib hazamenekült a Krímre. Ezután a Krímen és Isztambulban élt. Kétszer is volt kalgája (vezíre) a kánnak, 1525–1526 és 1528–1530 között.

## Krími kánsága
1532-ben Iszlám Giráj lemondatta a kánt, és maga vette át az uralmat. Hatalma megerősítését kérte a török szultántól, aki azonban Száhibot nevezte ki a helyére. Hogy megbékítse unokaöccsét, Száhib Iszlámot tette meg kalgának, ő azonban most ellene kezdett el intrikálni, ezért 1535-ben leváltotta, és helyére másik unokaöccsét, Ahmedet ültette. Ő sem nyerhette el a tetszését, mert 1537-ben megölette Ahmedet és helyette Emin, Száhib legidősebb fia lett a kalga.

Hogy mérsékelje a klánok hatalmát, Száhib a Sirin klán ellensúlyozására bevonta a kormányzásba a Manszur és Szedzsevut klánok tagjait, de sok tehetséges közrendűre is bízott hivatalt.  

Az addig hatalmi központként szolgáló Szalacsiktól két kilométerrel arrébb, a Csürük Szuv folyócska partján új káni rezidenciát építtetett, Bahcsiszerájt. Kibővíttette Kezlev kikötőjét, így már a kánságnak is volt megfelelő tengeri kereskedési lehetősége (a Krím nagy déli kikötői az Oszmán Birodalomhoz tartoztak).

## Hadjáratai

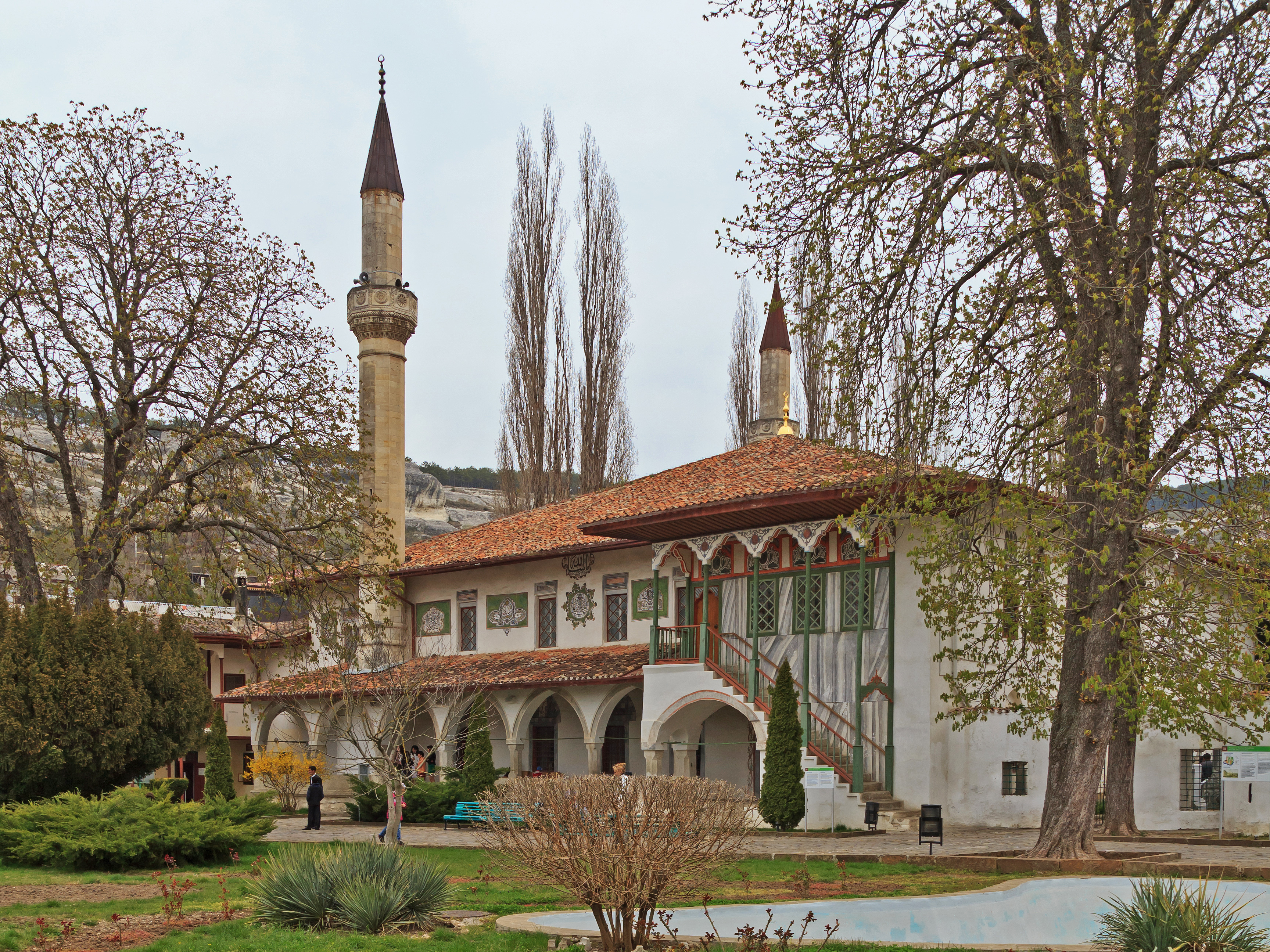
A bahcsiszeráji káni rezidencia mecsetje.

Száhib gyakran küldött segédcsapatokat a törökök európai hadjárataihoz és többször portyázott az Észak-Kaukázusban. Udvari krónikása, Remmal hodzsa kilenc portyáját írta le. A hadjáratokban a kán muskétás testőrsége, a nemesek lovassága és a káni tüzérség vett részt.

1538-ban Nagy Szulejmán szövetségeseként Moldva ellen indultak, hogy megbüntessék az áruló Petru Rareș vajdát. Itt a kán személyesen is találkozott a szultánnal. A vajdát elűzték, és a fejedelemség déli részét, Budzsákot a birodalomhoz csatolták.

1539-ben hadjáratot szervezett a cserkeszek megbüntetésére, akik a Temrük körüli muzulmánokat zaklatták. A kán fogadta a cserkesz klánok vezetőit, akik bőséges ajándékokkal lekenyerezték és megígérték, hogy elfogják a hegyek közé menekült támadókat. A bűnösök soha nem lettek meg, de a kán visszatértében megsarcolta a cserkesz falvakat.

1539–40 telén a krími tatárok északra indultak, Litvánia és talán Moszkva ellen. A sereg vezére Száhib fia, Emin volt. Sok rabszolgát szereztek, de a visszaúton a tatárok sokat szenvedtek a nagy hideg miatt.

1541-ben a menekült herceg, Szimeon Belszkij biztatására Moszkvát támadták meg. A herceg megígérte, hogy megmutatja az Oka gázlóit, de a krímiek sokat késlekedtek, mert nem bíztak a hadjárathoz csatlakozó nogáj vezérben, Baki bégben. Az oroszoknak így volt idejük felkészülni és a gázlókhoz muskétásokat és ágyúkat küldtek. A tatárok így dolgavégezetlenül visszafordultak, csak néhány falut sarcoltak meg közben.

1542-ben újra Észak-Kaukázusba lovagoltak, mert Kanzavuk cserkesz főnök nem fizette meg az adót. A cserkesz vezér hiába ígérte a hátralék megfizetését, utánanyomultak a hegyek közé. Egy éjszaka rajtaütöttek a cserkeszeken és nagy zsákmányt szereztek.

1544-ben Elbozádi kabard vezér kért segítséget a fellázadt klánok ellen. Száhib a nyári terménybetakarításra időzítette a portyát, de túl korán érkeztek és a kipróbált éjszakai rajtaütés taktikája sem volt be, viszont sok foglyot ejtettek.

1545-ben a kereskedők panaszkodtak, hogy az asztrahányi kán, Jamgürcsi akadályozza a Krím és Kazany közti kereskedelmet. Jamgürcsi hadát megfutamították és Asztrahányt bevették a kán muskétásai és tüzérei.

1546-ban nogáj portyázók elleni csatában győztek a krímiek, a muskétáknak és ágyúknak itt is nagy szerepe volt.

1551-ben Nagy Szulejmán úgy döntött, hogy az udvarában élő Devlet Girájt teszi meg krími kánnak. Hogy a lázadást elkerülje, utasította Száhibot, hogy indítson büntetőhadjáratot az Észak-Kaukázusba a mekkai zarándokokat zaklató törzsek ellen. Száhib bevonult a hegyek közé, de a cserkeszek elmenekültek előle. Kifosztotta a földjeiket és visszaindult. A hazaúton az összeesküvők elfogták Száhibot, akit harcosai cserbenhagytak. A kánt Taman erődjébe zárták ahol saját unokaöccse, Bülük Giráj meggyilkolta. Száhib testét visszavitték Bahcsiszerájba és Szalacsikban temették el.

## Fordítás
Ez a szócikk részben vagy egészben  a(z)   Сахиб I Герай című orosz Wikipédia-szócikk ezen változatának fordításán alapul.  Az eredeti cikk szerkesztőit annak laptörténete sorolja fel. Ez a jelzés csupán a megfogalmazás eredetét és a szerzői jogokat jelzi, nem szolgál a cikkben szereplő információk forrásmegjelöléseként.
| Előző uralkodó: Sah Ali | Kazáni kán 1521 – 1525 | Következő uralkodó: Száfa Giráj |

| Előző uralkodó: I. Iszlám | Krími kán 1532 – 1551 | Következő uralkodó: I. Devlet |